# Свети Димитър (Куманичево, Костурско)
 Тази статия е за църквата „Свети Димитър“ в костурското Куманичево.  За църквата „Свети Димитър“ в тиквешкото Куманичево, вижте Свети Димитър (Куманичево, Тиквеш).  
„Свети Димитър“ (на гръцки: Αγίου Δημητρίου) е православна църква в костурското село Куманичево (Лития), Егейска Македония, Гърция, част от Костурската епархия.
Храмът е построен в 1783 година. Представлява еднокорабен поствизантийски храм с дървена покривна конструкция, притвор и стенописи от 1783 година. На западната стена от двете страни на вратата са изобразени архангелите Михаил и Гавриил. Има икони от XVIII и XIX век. В 1996 година църквата е обявена за защитен паметник.